# Joan Viñas i Salas
Joan Viñas i Salas (Mataró, 1950) és un metge i cirurgià català, catedràtic de la Universitat de Lleida.
És llicenciat i doctor en Medicina i Cirurgia per la  Universitat de Barcelona (1973 i 1976). Ha estat professor de patologia quirúrgica de la Facultat de Medicina de la Universitat de Barcelona i de la seva extensió a Lleida (1974-1986), professor titular de l'àrea de cirurgia (1986-1999), i catedràtic d'aquesta mateixa àrea des de l'any 1999 a la Universitat de Lleida. Va ser degà de la Facultat de Medicina de Lleida de 1995 a 2001 i rector dd'aquella Universitat des de 2003 a 2011. Els seus treballs de recerca experimental i bàsica incideixen especialment en l'àmbit de la carcinogènesi del colon i de la bioètica.
Va presidir l'Institut Català de la Salut entre juliol de 2012 i abril de 2013.
En l'àmbit clínic, des de 1977 és el cap de Cirurgia general de l'Hospital Universitari Arnau de Vilanova de Lleida. En aquest centre, a més, va presidir el Comitè ètic de recerca clínica (1995-2003) i el Comitè ètic-assistencial (1994-2000). Va ser, a més, president de la Reial Acadèmia de Medicina de Catalunya des d'abril de 2013 fins 2017 i membre numerari del Institut d'Estudis Catalans (IEC), des de 2010.
Al marge de la seua activitat professional i acadèmica, Viñas ha estat sempre una persona molt compromesa amb la societat. És membre de diverses organitzacions no governamentals (ONG): va ser vicepresident de la Creu Roja de Lleida durant sis anys; va presidir  i va ser cofundador i president —de 1989 a 2003— de l'associació AntiSida de Lleida; de 2001 a 2016, durant els estius va ser cooperant a Moçambic i al Txad, com a cirurgià i com a professor per a altres metges.
Pels volts de Nadal de 2014 li van diagnosticar un càncer de ronyó que després va fer metàstasi. Fruit de la seva experiència com a pacient, va publicar el llibre Com viure amb la malaltia. Des de l'experiència d'un metge malalt cristià (Ed. Abadia de Montserrat, 2018), amb reflexions sobre la malaltia, la vida i la mort. Viñas desitjaria que, en llegir el seu llibre, la gent «prengués consciència de les petites coses, del poder de l’actitud positiva i que seguís l’impuls d’un canvi social».
El 2017 va rebre la insígnia d'or del Consell de Col·legis de Metges de Catalunya per la seva trajectòria professional en els camps de la medicina i l'ètica.
El 2018 rep la Creu de Sant Jordi «Per la seva reconeguda trajectòria professional en l'àmbit de la salut i la contribució al sistema d'educació superior i a la recerca. Ha estat rector de la Universitat de Lleida i president de l'Institut Català de la Salut i de la Reial Acadèmia de Medicina de Catalunya. El seu compromís sostingut en la gestió del sistema públic català de salut de Catalunya li ha valgut el reconeixement del sector».
L'any 2019 se li va concedir la Medalla Josep Trueta al mèrit sanitari, que lliura la Generalitat a proposta del departament de Salut i el mateix any la Universitat de Lleida va posar el nom de «Joan Viñas a l'Aula Magna». El 2020 va ser reconegut amb la Medalla d'Honor de la Xarxa Vives d'Universitats.
L'any 2022 l'Ajuntament de Lleida va concedir-li la Medalla de la Ciutat «per la seva dilatada, rellevant i prolífica trajectòria en l’àmbit de la medicina, la cirurgia i la bioètica, així com en la docència i la divulgació científica a la ciutat de Lleida».